# Cyanthillium vernonioides
Cyanthillium vernonioides là một loài thực vật có hoa trong họ Cúc. Loài này được (Muschl.) H.Rob. mô tả khoa học đầu tiên năm 1999.